# Polarni slapnik
Polarni slapnik (znanstveno ime Gavia arctica) je vodni ptič iz družine slapnikov, ki gnezdi na severu Evrazije.

## Opis
Je rahlo večji od race mlakarice, zraste do 75 cm v dolžino in 1,3 metra razpona peruti. Velike noge v letu segajo še 10 cm za repom. Koničast, bodalu podoben kljun drži vodoravno, po čemer se na daleč loči od podobnega rdečegrlega slapnika, ki ga v mirovanju drži kvišku. Odrasli imajo v poletnem času vpadljivo operjenost s kontrastnimi črno-belimi vzorci po zgornjem delu telesa, črnem grlu in žametno sivo glavo. Pozimi so po zgornjem delu telesa monotono temno sivi, medtem ko so sprednja polovica vratu in prsi bele. Med plavanjem je opazna tudi značilna bela lisa ob boku tik nad vodo. Samci in samice so enake.

## Ekologija in razširjenost
Gnezdi na odprtih sladkovodnih jezerih, bogatih z ribami, ki predstavljajo njegov glavni plen. Lovi z aktivnim potapljanjem.
Gnezditveno območje obsega ves sever Evrazije, razteza se od severa Britanskega otočja prek Skandinavije in Sibirije do skrajnega vzhoda celine, najvzhodnejši del populacije pa gnezdi ob obalah Sewardovega polotoka Aljaske v Severni Ameriki. Ob koncu gnezditvenega obdobja se polarni slapniki odselijo proti jugu in prezimujejo ob obalah Evrope do severa Sredozemlja, v Vzhodni Aziji pa v obalnih predelih južno do jugovzhoda Kitajske. V Sloveniji je reden zimski gost, najštevilčnejši med slapniki, osebki na prezimovanju se zadržujejo zlasti ob obali in na Dravi.